# Bunkobon

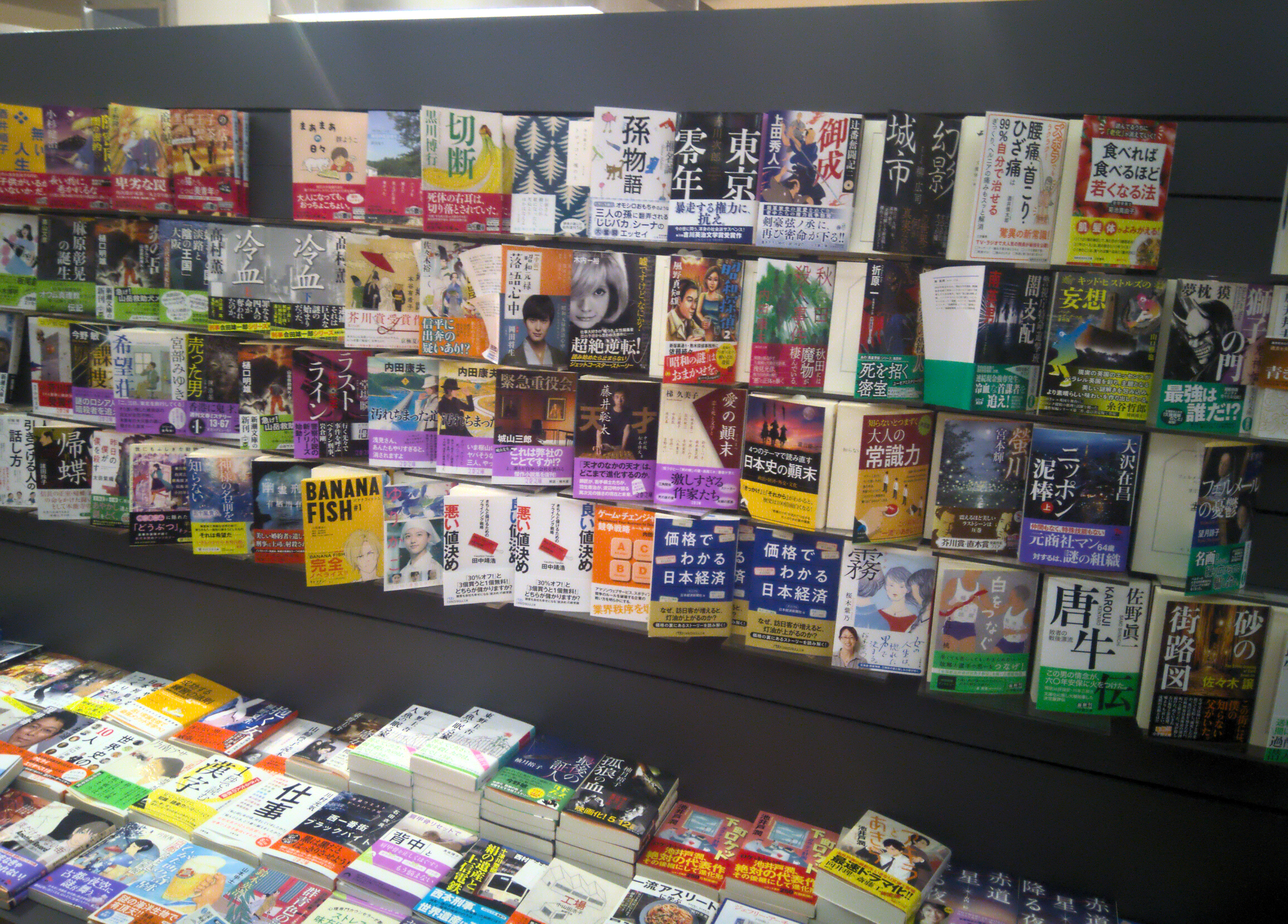
Un sortiment de cărți bunkobon într-o librărie

În Japonia, bunkobon (文庫本?) sunt cărți cu coperți broșate, concepute să fie accesibile și să economisească spațiu.
Majoritatea cărților bunkobon sunt de format A6 (105x148mm). Au deobicei ilustrații și, precum alte cărți cu copertă broșată japoneze, includ o supracopertă. Cărțile bunkonon moderne pot include bestselleruri și lucrări de studii deopotrivă, iar dimensiunea lor de buzunar le face utile în timpul navetei. Ele sunt folosite în scopuri similare cu cele de pe piața de masă occidentală: în general, pentru ediții mai ieftine ale cărților care au fost deja publicate cu copertă dură. Cu toate acestea, ele sunt de obicei tipărite pe hârtie durabilă și legate durabil, iar unele lucrări sunt publicate inițial în format bunkobon.
Numele provine de la Iwanami Shoten, care, în 1927, a publicat seria Iwanami Bunko (Iwanami Library), o colecție de lucrări internaționale menite „să aducă clasicii din nou și vechi, est și vest, unui public cât mai larg”. Seria originală Iwanami Bunko este acreditată pentru transformarea cărților din Japonia în mărfuri accesibile pentru piața de masă.
Formatul bunkobon a început să înflorească la sfârșitul anilor 1920, în urma dezvoltării tehnologiei de imprimare capabilă să producă în masă cărți și reviste ieftine. În această perioadă, industria japoneză a dezvoltat în continuare formatul bunkobon bazat pe formatele de carte ale Reclams Universal-Bibliothek.

## Vezi
- Tankōbon - multe cărți manga sunt reprintate în formatul bunko.